# كأس البرازيل 2012
كأس البرازيل 2012 هو الموسم 24 من كأس البرازيل. أقيم خلال الفترة 7 مارس 2012 وحتى 11 يوليو 2012، وأشرف على تنظيمه اتحاد البرازيل لكرة القدم، وكان عدد الأندية المشاركة فيه 64، وفاز فيه نادي بالميراس.